# Ossétia

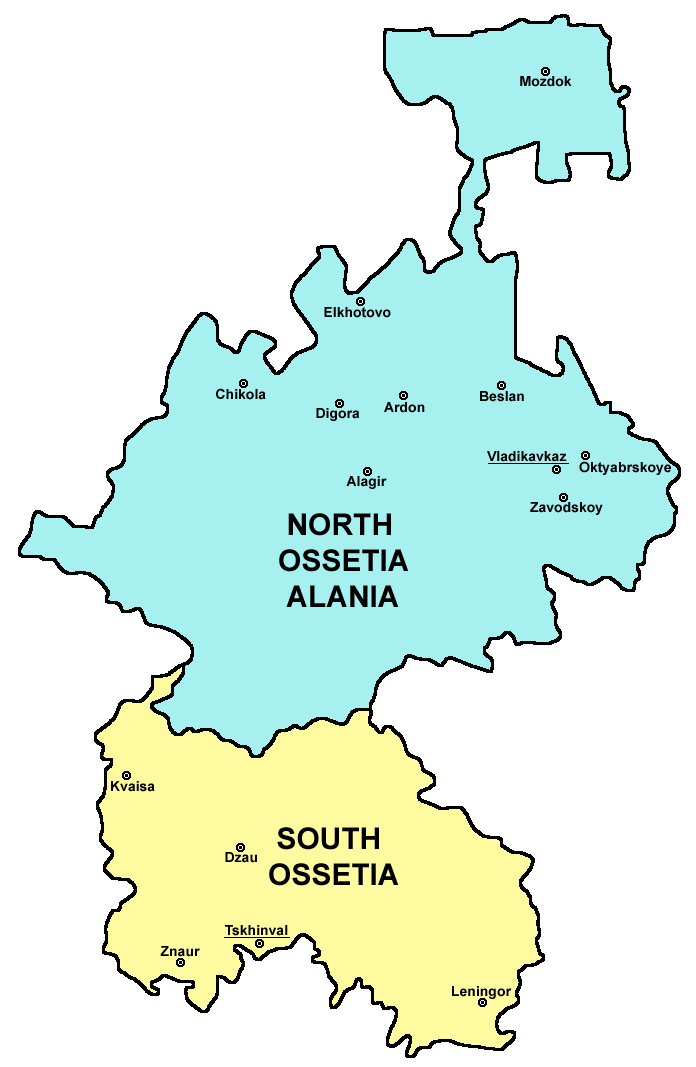

Mapa etnolingüístico do Cáucaso com a localização da Ossétia em verde claro.

A Ossétia (Ирыстон Iryston, em osseta; Осетия Osetiya, em russo; ოსეთი Oset'i, em georgiano) é uma região etnolinguística localizada nas duas vertentes do Grande Cáucaso e que é habitada principalmente pelos ossetas, um povo iraniano que fala a língua osseta (um idioma indo-iraniano). A área de língua osseta ao sul da principal cordilheira do Cáucaso encontra-se dentro das fronteiras de iure da Geórgia, mas está, em grande medida, debaixo do controle da República da Ossétia do Sul – Estado da Alânia, um governo de facto não reconhecido internacionalmente, embora apoiado pela Rússia. A porção setentrional da região forma a República da Ossétia do Norte-Alânia, dentro da Federação Russa.